# Коморники (Малопольське воєводство)
Коморники (пол. Komorniki) — село в Польщі, у гміні Рацеховиці Мисленицького повіту Малопольського воєводства.
Населення — 399 осіб (2011).
У 1975-1998 роках село належало до Краківського воєводства.

## Демографія
Демографічна структура станом на 31 березня 2011 року:
|          | Загалом | Допрацездатний вік | Працездатний вік | Постпрацездатний вік |
| -------- | ------- | ------------------ | ---------------- | -------------------- |
| Чоловіки | 199     | 31                 | 144              | 24                   |
| Жінки    | 200     | 27                 | 124              | 49                   |
| Разом    | 399     | 58                 | 268              | 73                   |